# LOVB Classic 2025
La LOVB Classic 2025, 1ª edizione dell'omonimo torneo femminile di pallavolo, si è svolta dal 14 al 16 febbraio 2025: al torneo hanno partecipato 6 squadre di club statunitensi e la vittoria finale è andata per la prima volta alla LOVB Houston.

## Regolamento
Il torneo prevede quarti di finale (dai quali sono esonerate le prime due classificate della League One Volleyball), semifinali, finale per il quinto posto, finale per il terzo posto e finale per il titolo disputate in gara secca; gli accoppiamenti sono stabiliti con il metodo della serpentina.

## Squadre partecipanti
| Squadra        | Qualificazione                                         |
| -------------- | ------------------------------------------------------ |
| LOVB Atlanta   | 1ª alla quinta settimana di League One Volleyball 2025 |
| LOVB Austin    | 5ª alla quinta settimana di League One Volleyball 2025 |
| LOVB Houston   | 3ª alla quinta settimana di League One Volleyball 2025 |
| LOVB Madison   | 6ª alla quinta settimana di League One Volleyball 2025 |
| LOVB Omaha     | 2ª alla quinta settimana di League One Volleyball 2025 |
| LOVB Salt Lake | 5ª alla quinta settimana di League One Volleyball 2025 |

## Torneo
|  | Quarti di finale | Quarti di finale | Quarti di finale |              |   | Semifinali   | Semifinali      | Semifinali      |                 |            | Finale | Finale | Finale |  |
|  |                  |                  |                  |              |   |              |                 |                 |                 |            |        |        |        |  |
|  |                  |                  |                  |              |   | 1            | LOVB Atlanta    | 3               |                 |            |        |        |        |  |
|  |                  |                  |                  |              |   | 1            | LOVB Atlanta    | 3               |                 |            |        |        |        |  |
|  |                  |                  | 5                | LOVB Austin  | 1 |              |                 |                 |                 |            |        |        |        |  |
|  | 4                | LOVB Salt Lake   | 5                | LOVB Austin  | 1 | 1            |                 |                 |                 |            |        |        |        |  |
|  | 4                | LOVB Salt Lake   |                  |              |   |              |                 |                 |                 |            |        |        |        |  |
|  | 5                | LOVB Austin      | 3                |              |   |              |                 |                 |                 |            |        |        |        |  |
|  | 5                | LOVB Austin      | 3                |              | 1 | LOVB Atlanta | 1               |                 |                 |            |        |        |        |  |
|  |                  |                  |                  |              |   |              |                 |                 |                 |            |        |        |        |  |
|  |                  |                  | 3                | LOVB Houston | 3 |              |                 |                 |                 |            |        |        |        |  |
|  |                  |                  |                  | LOVB Houston | 3 |              |                 |                 |                 |            |        |        |        |  |
|  |                  |                  |                  |              |   |              |                 |                 |                 |            |        |        |        |  |
|  |                  |                  |                  |              |   |              |                 |                 |                 |            |        |        |        |  |
|  |                  | 2                | LOVB Omaha       | 1            |   |              | Finale 3º posto | Finale 3º posto | Finale 3º posto |            |        |        |        |  |
|  |                  |                  |                  | 1            |   |              |                 |                 |                 |            |        |        |        |  |
|  |                  |                  | 3                | LOVB Houston | 3 |              |                 |                 |                 |            |        |        |        |  |
|  | 3                | LOVB Houston     | 3                | LOVB Houston | 3 | 3            |                 |                 | 2               | LOVB Omaha | 1      |        |        |  |
|  | 3                | LOVB Houston     |                  |              |   |              |                 |                 | 2               | LOVB Omaha | 1      |        |        |  |
|  | 6                | LOVB Madison     | 0                |              |   | 5            | LOVB Austin     | 3               |                 |            |        |        |        |  |

|  | Finale 5º posto |                |   |  |
|  |                 |                |   |  |
|  | 4               | LOVB Salt Lake | 3 |  |
|  | 4               | LOVB Salt Lake | 3 |  |
|  | 6               | LOVB Madison   | 1 |  |

### Quarti di finale
| 14 febbraio 2025 Municipal Auditorium, Kansas City Durata: ? - Spettatori: ? | LOVB Salt Lake | 1 - 3 | LOVB Austin  | 24-26, 14-25, 25-19, 22-25 |
| 14 febbraio 2025 Municipal Auditorium, Kansas City Durata: ? - Spettatori: ? | LOVB Houston   | 3 - 0 | LOVB Madison | 25-20, 25-23, 25-18        |

### Semifinali
| 15 febbraio 2025 Municipal Auditorium, Kansas City Durata: ? - Spettatori: ? | LOVB Atlanta | 3 - 1 | LOVB Austin  | 25-15, 22-25, 25-23, 25-20 |
| 15 febbraio 2025 Municipal Auditorium, Kansas City Durata: ? - Spettatori: ? | LOVB Omaha   | 1 - 3 | LOVB Houston | 20-25, 25-17, 18-25, 21-25 |

### Finale 5º posto
| 16 febbraio 2025 Municipal Auditorium, Kansas City Durata: ? - Spettatori: ? | LOVB Salt Lake | 3 - 1 | LOVB Madison | 17-25, 25-21, 25-19, 25-17 |

### Finale 3º posto
| 16 febbraio 2025 Municipal Auditorium, Kansas City Durata: ? - Spettatori: ? | LOVB Omaha | 1 - 3 | LOVB Austin | 25-23, 24-26, 19-25, 19-25 |

### Finale
| 16 febbraio 2025 Municipal Auditorium, Kansas City Durata: ? - Spettatori: ? | LOVB Atlanta | 1 - 3 | LOVB Houston | 23-25, 27-25, 20-25, 27-29 |

## Classifica finale
| Pos                    | Squadre        |
| ---------------------- | -------------- |
| Stati Uniti (bandiera) | LOVB Houston   |
| 2                      | LOVB Atlanta   |
| 3                      | LOVB Austin    |
| 4                      | LOVB Omaha     |
| 5                      | LOVB Salt Lake |
| 6                      | LOVB Madison   |

## Premi individuali
| Premio                 | Nome            | Squadra      |
| ---------------------- | --------------- | ------------ |
| MVP                    | Jordan Thompson | LOVB Houston |
| Miglior palleggiatrice | Micha Hancock   | LOVB Houston |
| Miglior opposto        | Jordan Thompson | LOVB Houston |
| Miglior schiacciatrice | Logan Eggleston | LOVB Austin  |
| Miglior centrale       | Amber Igiede    | LOVB Houston |
| Miglior libero         | Piyanut Pannoy  | LOVB Atlanta |

## Statistiche
| Rendimento individuale | Rendimento individuale | Rendimento individuale | Rendimento individuale |
| Pos.                   | Nome                   | Punti                  | Squadra                |
| ---------------------- | ---------------------- | ---------------------- | ---------------------- |
| 1                      | Jordan Thompson        | 64                     | LOVB Houston           |
| 2                      | Logan Eggleston        | 50                     | LOVB Austin            |
| 3                      | Jessica Mruzik         | 41                     | LOVB Houston           |
| 4                      | Danielle Cuttino       | 38                     | LOVB Atlanta           |
| 5                      | Kimberly Drewniok      | 31                     | LOVB Omaha             |

| Attacchi vincenti | Attacchi vincenti | Attacchi vincenti | Attacchi vincenti |
| Pos.              | Nome              | Punti             | Squadra           |
| ----------------- | ----------------- | ----------------- | ----------------- |
| 1                 | Jordan Thompson   | 59                | LOVB Houston      |
| 2                 | Logan Eggleston   | 45                | LOVB Austin       |
| 3                 | Jessica Mruzik    | 37                | LOVB Houston      |
| 4                 | Danielle Cuttino  | 36                | LOVB Atlanta      |
| 5                 | Kimberly Drewniok | 28                | LOVB Omaha        |

| Muri vincenti | Muri vincenti  | Muri vincenti | Muri vincenti |
| Pos.          | Nome           | Punti         | Squadra       |
| ------------- | -------------- | ------------- | ------------- |
| 1             | Emily Thater   | 11            | LOVB Omaha    |
| 2             | Raphaela Folie | 9             | LOVB Houston  |
| 3             | Amber Igiede   | 7             | LOVB Houston  |
| 3             | Chiaka Ogbogu  | 7             | LOVB Austin   |
| 3             | Anna Haak      | 7             | LOVB Austin   |

| Battute vincenti | Battute vincenti | Battute vincenti | Battute vincenti |
| Pos.             | Nome             | Punti            | Squadra          |
| ---------------- | ---------------- | ---------------- | ---------------- |
| 1                | Raphaela Folie   | 5                | LOVB Houston     |
| 2                | Asjia O'Neal     | 4                | LOVB Austin      |
| 3                | Jordan Larson    | 3                | LOVB Omaha       |
| 3                | Madison Kingdon  | 3                | LOVB Houston     |
| 3                | Micha Hancock    | 3                | LOVB Houston     |